# Kilényi Mária
Kilényi Mária (Budapest, 1895. október 16. – Budapest, Józsefváros, 1967. május 15.) magyar műfordító, író, Kilényi Hugó unokahúga.

## Élete
Kilényi Pál Ernő (1856–1916) részvénytársasági igazgató és Tottis Ilona (1868–1922) lánya. Középiskolai tanulmányait a VII. kerületi állami felső leányiskolájában kezdte, majd a Nőképző Egyesület gimnáziumában fejezte be. 1912-től a Budapesti Tudományegyetemen angolt és művészettörténetet hallgatott. Első novelláit az 1910-es évek elején polgári radikális lapok közölték. Nyelvtanítással is foglalkozott. 1920-ban Yolland Arthur egyetemi tanár révén Svájcba került (Genfben és Bernben tanult), nyelvtudását különböző szerkesztőségekben hasznosította. Főleg a Milliók könyve és a Színes regények című sorozatok számára fordított. 1945-től James Aldridge, Honoré de Balzac, Miguel de Cervantes, Jean Cocteau, O. Henry, Upton Sinclair, Robert Louis Stevenson, Jules Verne, E. L. Voynich műveiből fordított. Dramatizálta Jan Fučik börtönnaplóját (bemutatta a pozsonyi színház 1950-ben).

## Művei
- Régi olasz novellák (válogatta, ford. és bev., Budapest, 1942)
- A házasság mint egzakt tudomány, műfordítás, Huszadik századi dekameron, Európa Könyvkiadó, 1968,  Szerelmi történetek, Ventus Libro Kiadó, 2008
- Könnyek és korona (regény, Budapest, 1947)
- Legyetek éberek! (dráma, Budapest, 1948)
- Ilonka a fergetegben (ifjúsági regény, Budapest, 1960)